# Juristenstraße 1 (Lutherstadt Wittenberg)

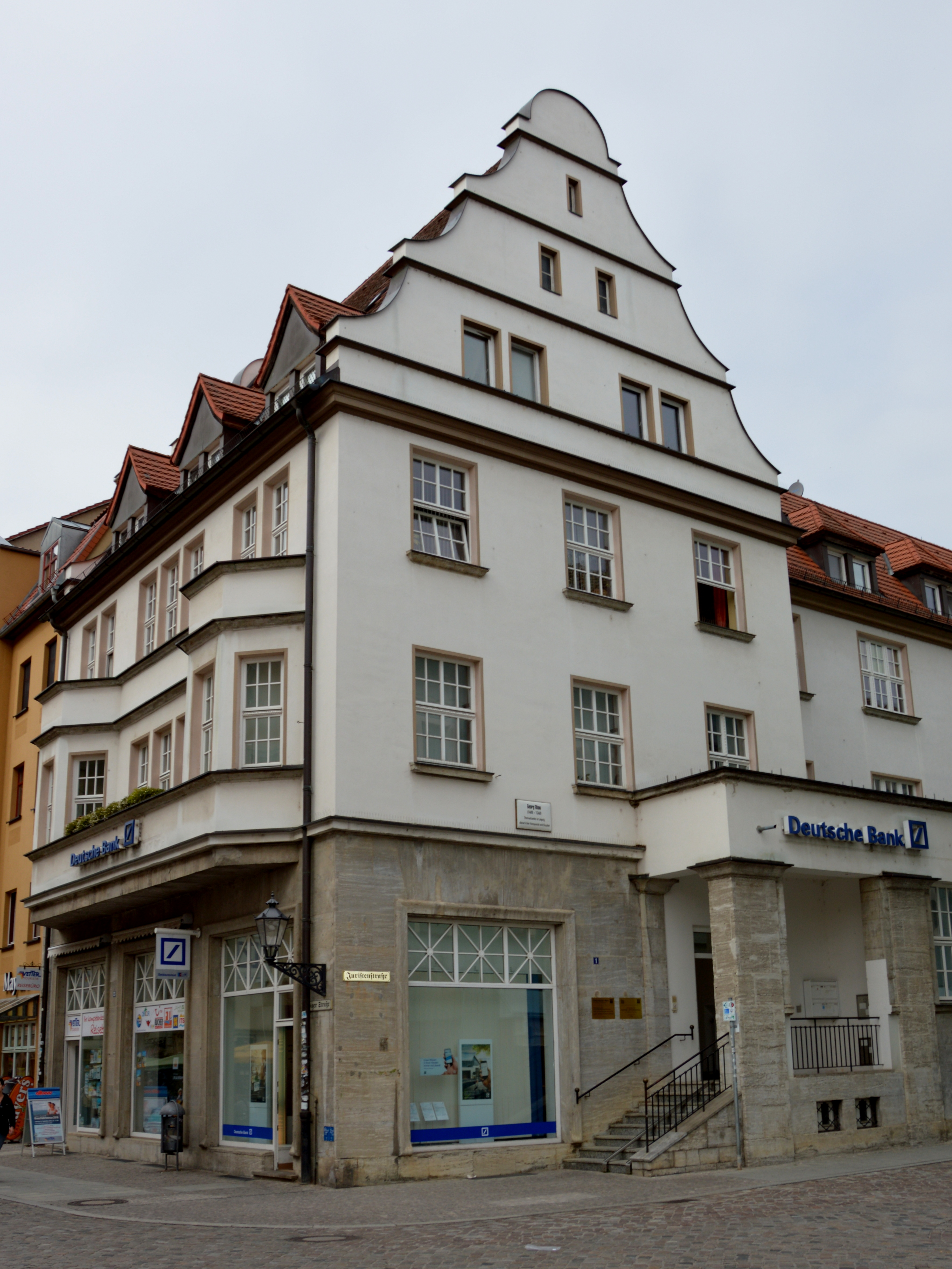
Haus Juristenstraße 1

Das Haus Juristenstraße 1 ist ein denkmalgeschütztes Gebäude in Lutherstadt Wittenberg in Sachsen-Anhalt.

## Lage
Es befindet sich im Zentrum der Altstadt auf der Westseite der Juristenstraße in einer markanten Ecklage an der Einmündung der Juristenstraße auf die Coswiger Straße. Südöstlich befindet sich der Marktplatz der Stadt.

## Architektur und Geschichte
Das Haus wurde in den Jahren 1925/26 als Bankgebäude als Ersatzneubau errichtet. Der Entwurf stammte vom Merseburger Landesbaurat Heinrich Petry. Die historisierende Gestaltung nimmt das Erscheinungsbild der älteren Bauten der Umgebung auf. So ist der östliche Giebel als Schweifgiebel ausgeführt. Der Eingangsbereich des Hauses sowie die Schalterhalle der Bank weisen jedoch die für den Neoklassizismus typische strenge Formensprache auf.
Im örtlichen Denkmalverzeichnis ist das Bankgebäude unter der Erfassungsnummer 094 35931 als Baudenkmal verzeichnet.